# Sinfonía n.º 3 (Dvořák)

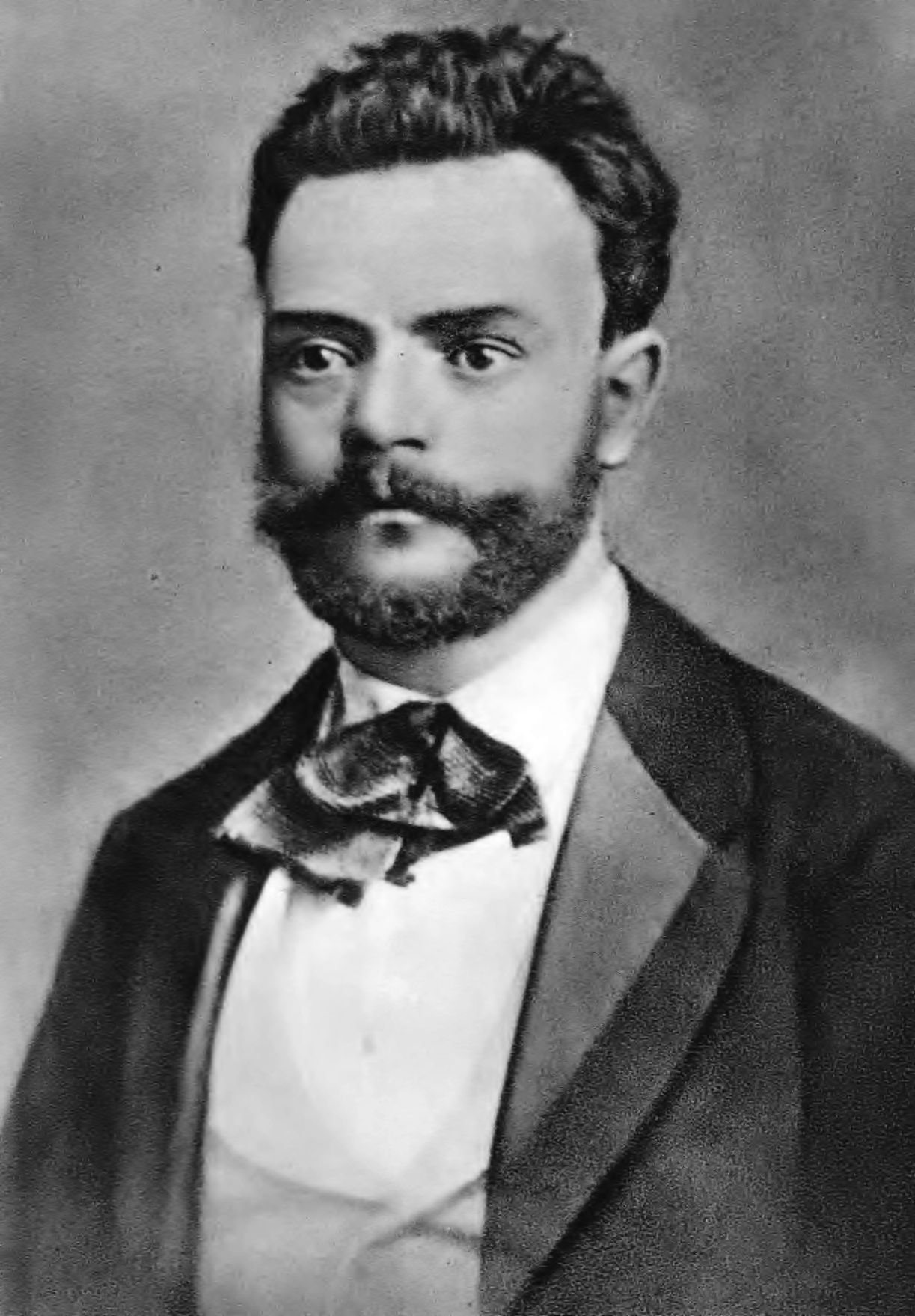
Dvořák en 1870.

La Sinfonía n.º 3 en mi bemol mayor, Op. 10 / B. 34 fue compuesta por Antonín Dvořák en 1873.

## Historia

### Composición

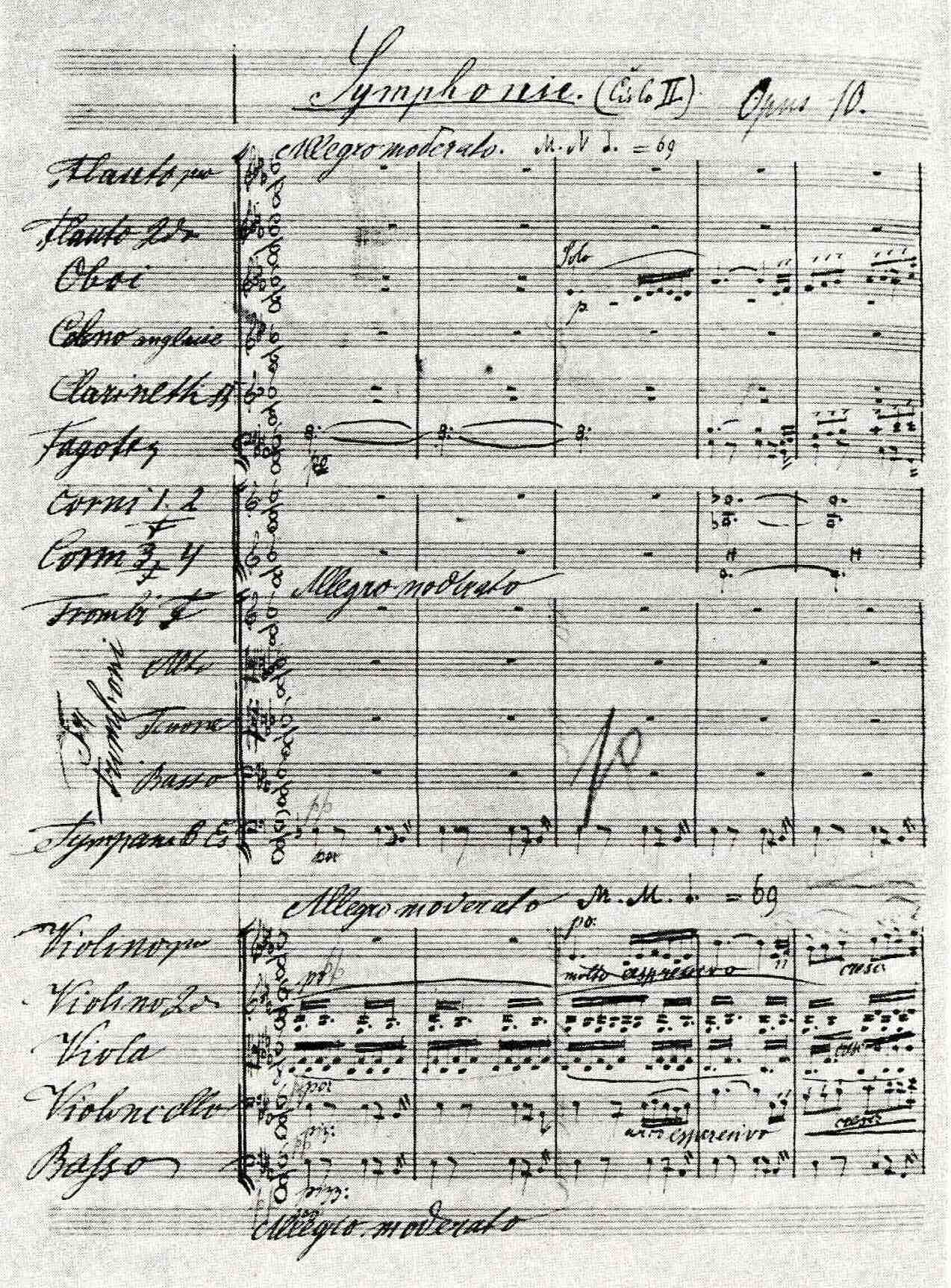
Primera página del manuscrito autógrafo.

La composición de este opus se desarrolló entre abril y el 4 de julio de 1873, cuando el compositor tenía 32 años. Gracias a esta obra Dvořák consiguió una subvención del Estado austriaco en 1874. El jurado reunido en Viena estaba integrado, entre otros, por Johannes Brahms, Eduard Hanslick y Johann von Herbeck. Todos ellos, y en especial Brahms, no veían con buenos ojos las piezas de corte wagneriano como lo eran las de Dvořák, ferviente seguidor del músico alemán. No obstante, venciendo toda clase de prejuicios, obtuvo la subvención, lo que da idea de la valía que el jurado debió apreciar en esta sinfonía y en el resto de las partituras que presentó el joven compositor. Fue la primera de sus sinfonías en ser interpretada en público.

### Estreno y publicación
El estreno de la sinfonía se celebró el 30 de marzo de 1874 con la interpretación de la Orquesta "Filharmonie" de Praga bajo la dirección de Bedřich Smetana en el cuarto concierto filarmónico en la sala de Žofín (Isla de Sofía). La pieza fue revisada por el compositor en 1887-1889. En otra interpretación unos meses más tarde, Smetana incluyó el scherzo de la Sinfonía n.º 4 de Dvořák.

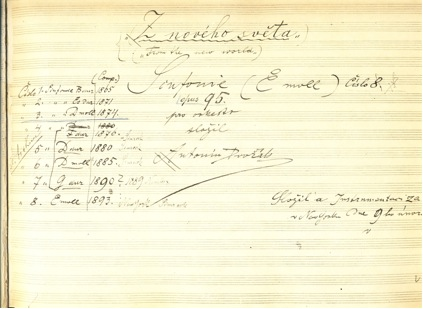
Portada de la Novena de Dvořák (para él n.º 8). A la izquierda se ve la lista de sus sinfonías con la numeración sin tener en cuenta la primera perdida.

La primera publicación de esta obra no llegó hasta 1911 y fue llevada a cabo de forma póstuma por la editorial N. Simrock en Berlín. La numeración de la producción sinfónica de Dvořák no siempre ha seguido un orden cronológico debido a varios factores. En primer lugar, el compositor creyó perdida su primera sinfonía y numeró el resto por fecha de composición del 1 al 8. Por otra parte, nunca valoró sus primeras sinfonías, que además quiso destruir. Ello hizo que tardase en decidirse a publicar sus sinfonías y su editor inició el uso arbitrario de los números de opus así como la numeración de las sinfonías, una práctica que causó mucha confusión en años posteriores. A mediados del siglo XX el estudioso de Dvořák, Otakar Šourek, estableció una nueva numeración de las sinfonías en la que figuraban las sinfonías tempranas reconocidas como parte legítima de su canon y entre ellas se encontraba ya la primera sinfonía recuperada.

## Instrumentación
La partitura está escrita para una orquesta formada por:
- Viento madera: 1 flautín, 2 flautas, 2 oboes, 1 corno inglés, 2 clarinetes, 2 fagotes.
- Viento metal: 4 trompas, 2 trompetas, 3 trombones, 1 tuba.
- Percusión: timbales, triángulo.
- Cuerda: 1 arpa y una sección de cuerdas con violines I y II, violas, violonchelos y contrabajos.

## Estructura y análisis
La sinfonía consta de tres movimientos:
- I. Allegro moderato, en mi bemol mayor 6
8
- II. Adagio molto, tempo di marcia, en do sostenido menor – do sostenido mayor 2
4
- III. Finale. Allegro vivace, en mi bemol mayor 2
4

La interpretación de la obra dura aproximadamente 35 minutos. Inusualmente se divide en tres movimientos, frente a los cuatro tradicionales en las sinfonías clásicas. Si bien, el movimiento central está dividido en dos secciones que podrían compensar en parte ese rasgo. En esta época Dvořák se había empezado a liberar del neorromanticismo wagneriano y lisztiano, estaba en el buen camino para encontrar su propio estilo compositivo. Aún se perciben fuertes influencias wagnerianas, sobre todo en la instrumentación con el uso del arpa y las cuerdas ricamente divididas; así como en el enfoque inestable de la forma cíclica, ya que la sinfonía carece de movimiento scherzo. Pero ya presenta rasgos del lenguaje musical original que Dvořák utilizaría en el futuro, en concreto una variedad de ideas musicales, amplias melodías en arco y una atmósfera de alegre optimismo en el Finale. Como en otras obras del compositor, también aplica aquí el principio de reminiscencia, o asociación temática, dentro de los movimientos individuales. A diferencia de la anterior Sinfonía n.º 2, se observa un cambio considerable hacia la economía temática y un enfoque más directo del tratamiento temático. La sinfonía fue escrita tras un periodo en el que el compositor había alcanzado sus primeros éxitos, en particular, tras la interpretación del himno patriótico "Los herederos de la montaña blanca" de 1872. Ambas piezas comparten época y tonalidad predominante, pero también la expresión de nobleza y sublimidad que tipifica el material temático relacionado de ambas obras. El biógrafo de Dvořák, Otakar Šourek, incluso encuentra en la sinfonía "una expresión del mismo sentido de patriotismo y ferviente interés por el futuro de la nación".

### I.Allegro moderato
El primer movimiento, Allegro con moto, está escrito en la tonalidad de mi bemol mayor, en compás de 6/8 y sigue la forma sonata, con pequeñas desviaciones en la recapitulación. Es soleado, confiado y  casi monotemático. El primer tema se eleva con lo que se ha descrito como un "giro wagneriano", y en ciertos momentos sugiere el tipo de música que Wagner podría proporcionar para los momentos más orantes de Parsifal. Pero no hay nada meditativo en esta música de Dvořák, que avanza sin interrupción. El segundo tema incluye una línea descendente derivada directamente del primer tema, con el "giro wagneriano" acechando ahora en el acompañamiento. Se caracteriza por un sentimiento de exaltado patetismo, transmitido, en particular, por el majestuoso y amplio arco del tema principal. Casi suena como si pudiera formar parte de la sección de desarrollo. El verdadero desarrollo, sin embargo, trata ambos temas con cierta extensión, aunque el compositor omite el segundo tema de la recapitulación, llevando el tema principal hasta la coda.

### II.Adagio molto, tempo di marcia
El segundo movimiento, Adagio molto, tempo di marcia, está en do sostenido menor que luego pasa a modo mayor y en compás de 2/4. Se trata de una larga y sombría marcha fúnebre, que es central en esta sinfonía en más de un sentido. Responde a una forma ternaria, cuyas secciones exteriores en do sostenido menor muestran a Dvořák desarrollando su propio estilo característico con una escritura de viento madera particularmente individualista. La sección principal es muy contemplativa, desprende un aire de marcha fúnebre que trae reminiscencias de Hector Berlioz, algo así como un cruce entre Romeo y Julieta y, por momentos, la Symphonie funèbre et triomphale. La sección central, por su parte, se desliza en re bemol mayor, se sacude la maleza fúnebre y adopta un tono algo más brillante. Se convierte en una noble procesión en la que se modula sobre un motivo que recuerda el del Valhalla de El oro del Rin de Richard Wagner. En un momento dado, el Rin parece incluso agitarse por debajo. Se cierra con una recapitulación abreviada de la parte introductoria.

### III.Finale. Allegro vivace
El tercer y último movimiento, Finale. Allegro vivace, retoma la tonalidad inicial y el compás es 2/4. El Finale, con su atmósfera alegre, incorpora ciertos rasgos del scherzo. Se deja atrás Wagner, aunque la presencia de Berlioz sigue haciéndose sentir, al igual que quizás la de Mendelssohn. La estructura es básicamente una forma sonata-rondó, a partir de un exuberante tema principal de ritmo con puntillo. En la partitura se cuelan algunos elementos folclóricos checos, pero no tan audazmente como sería la norma de Dvořák en sus sinfonías posteriores. En cierto modo, podría considerarse una preparación relativamente cuadriculada para la aún más vibrante Obertura Carnaval, que llegaría unos años más tarde.

## Recepción de la obra
La sinfonía representó un hito en la carrera del maestro checo, ya que con ella se dio a conocer fuera de su patria con esta pieza y marcó el comienzo de su asociación con la élite musical de Viena. La presentó junto con su Sinfonía n.º 4, terminada en los primeros meses de 1874, en una solicitud de beca estatal que le fue concedida. A pesar de su inusual estructura y sus influencias wagnerianas, la obra captó la atención de Johannes Brahms, famoso por su conservadurismo musical.
En una crítica publicada en el periódico checo Národní listy el 23 de abril de 1874, Ludevít Procházka elogiaba la sinfonía por ser impresionante, entusiasta e imaginativa, pero señalaba que Dvořák era "todavía incapaz de controlar el brioso corcel de su imaginación". No obstante, vio en el joven autor una promesa, elogiando el Finale por su reminiscencia del "espíritu de Beethoven", y escribiendo que con el tiempo el compositor podría realmente alcanzar la grandeza en sus obras sinfónicas.